# Scincella macrotis
Scincella macrotis (земляний сцинк великовухий) — вид сцинкоподібних ящірок родини сцинкових (Scincidae). Ендемік Індії.

## Поширення і екологія
Великовухі земляні сцинки відомі за типовим зразком, що походить з Нікобарських островів.